# 卡庞斯
卡庞斯（法語：Capens，法語發音：[kapɛ̃s]）是法国上加龙省的一个市镇，属于米雷区。

## 地理
卡庞斯（43°20'13"N, 1°15'34"E）面积6.77 平方千米，位于法国奧克西塔尼大區上加龙省，该省份为法国西南部内陆省份，西南端与西班牙接壤，自此顺时针与上比利牛斯省、热尔省、塔恩-加龙省、塔恩省、奥德省和阿列日省接壤。
与卡庞斯接壤的市镇（或旧市镇、城区）包括：诺埃、卡尔博讷、隆加日、马尔克法沃、蒙托。
卡庞斯的时区为UTC+01:00、UTC+02:00（夏令时）。

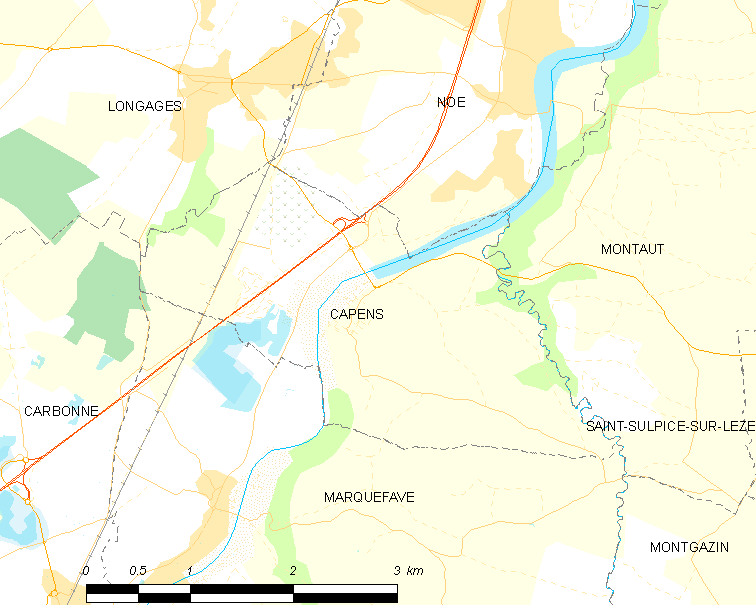
卡庞斯的OSM定位图

## 行政
卡庞斯的邮政编码为31410，INSEE市镇编码为31104。

## 政治
卡庞斯所属的省级选区为欧特里沃县。

## 人口

1962-2008年间卡庞斯人口变化图示

卡庞斯于2022年1月1日时的人口数量为650人。